# عبد الله بن أبي ابن سلول
عبد الله بنُ أبيٍّ ابنُ سَلُولَ من أهل يثرب وأحد رؤساء الخزرج وقادتهم. وكان معاديًا لرسول المسلمين محمد صلى الله عليه وسلم، ولدين الإسلام في الباطن، مهادنًا لهم في الظاهر، يلقِّبه المسلمون بكبير المنافقين. قيل: إنه كان على وَشْك أن يكون سيِّد المدينة قبل أن يصلَها النبي محمد ﷺ.

## نسبه
هو عبدُ الله بن أبيٍّ ابنُ سَلُولَ الخَزْرَجِيُّ من قبيلة الخَزْرَج الأزْدِيَّة من أهل يثرب، ويُلقَّب برأس النفاق.
و(سَلُولُ) أمُّه على الصواب الذي رجَّحَه أكثر العلماء؛ ولذلك تكتب (ابن) بألف قبل (سلول) ويمنع (سلول) من الصرف للعلمية والتأنيث. قال القاضي عياض: «ذكر فِي هَذِه الْأُصُول عبد الله بن أبي ابْن ‌سلول يجب أَن يكْتب ابْن ‌سلول بِالْألف وَيجْرِي إعرابه على إِعْرَاب عبد الله كَيفَ جَاءَ لِأَنَّهُ بدل من عبد الله لَا نعت لأبي ابْنه لِأَنَّهَا أم عبد الله على قَول أَكْثَرهم»، وقال محمد طاهر الهندي: «(ابن سلول) صوابه أن يكتب (ابن) بألف ويعرب بإعراب عبد الله فانه وصف ثان له وهى أمه فنسب إلى أبويه».

## حياته
كانت البداية قبل هجرة النبي صلى الله عليه وسلم، يوم كانت يثرب تعيش توتراً بين الأوس والخزرج ما إن تهدأ ثائرته قليلاً حتى يعود للاشتعال مرّة أخرى، وانتهى الصراع على اتفاقٍ بين الفريقين يقضي بنبذ الخلاف وتنصيب ابن سلول حاكماً على المدينة.
ووئدت هذه الفكرة بدخول الإسلام إلى أرض المدينة، واجتماعهم حول راية النبي صلى الله عليه وسلم، فصارت نظرة ابن سلول لهذا الدين تقوم على أساس أنه قد حرمه من الملك والسلطان، وبذلك يرى البعض ان مصالحه الذاتية وأهواؤه الشخصيّة وراء امتناعه عن الإخلاص في إسلامه.
خاض ابن سلول صراعا علنيا في قليل من الأحيان وسري في أحيانٍ كثيرة مع النبي محمد صلى الله عليه وسلم وصحابته في محاولة منه للسيطرة على مقاليد الأمور في المدينة.
وأرخّ له المؤرخون المسلمين الكثير من المواقف المعادية للإسلام منها:

### جاريته معاذة
كانت عنده جارية أسلمت وبايعت النبي صلى الله عليه وآله وسلم وكان عنده أسير فكان عبد الله يضربها لتمكنه من نفسها رجاء أن تحبل فيأخذ في ذلك فداء وهو العرض الذي قال الله عز وجل:﴿وَلَا تُكْرِهُوا فَتَيَاتِكُمْ عَلَى الْبِغَاءِ إِنْ أَرَدْنَ تَحَصُّنًا لِتَبْتَغُوا عَرَضَ الْحَيَاةِ الدُّنْيَا وَمَنْ يُكْرِههُّنَّ فَإِنَّ اللَّهَ مِنْ بَعْدِ إِكْرَاهِهِنَّ غَفُورٌ رَحِيمٌ﴾ [النور:33] وكانت معاذة تأبى عليه وهي مسلمة وقال الزهري: كانت مسلمة فاضلة فأنزل الله (ولا تكرهوا فتياتكم على البغاء) ثم إنها عتقت وتزوجت بعد ذلك سهل بن قرطة.

### موقفه في غزوة أحد
تمرَّدَ عبدُ اللهِ بن أُبي ابن سلول، فانسحب بنحو ثلث العسكر- ثلاثمائة مقاتل- قائِلاً: ما ندري علام نقتلُ أنفسَنَا؟ وحجته في ذلك بأنَّ الرسول صلى الله عليه وسلم تَرَكَ رأيه، وأطاعَ غيرَهُ..

### غزوة بني المصطلق
حدثت هذه الغزوة في 2 شعبان سنة 6 هـ عند منطقة تعرف بماء المريسيع ينقل عنه قوله عندما رجع الرسول صلى الله عليه وسلم وجيشه من غزوة بني المصطلق «والله لئن رجعنا إلى المدينة ليخرجن الأعز منها الأذل»، وكان ابن سلول يقصد الرسول صلى الله عليه وسلم ولما علم ابنه عبد الله بما قال ذهب إلى الرسول صلى الله عليه وسلم وقال: «يا رسول الله قد علمت المدينة أنه لا يوجد أحد أبر لأبيه مني فإن تريد قتله فأمرني أنا فإني لا أصبر على قاتل أبي». وعندما دخل الجيش المدينة بعد العودة من غزوة بنو المصطلق تقدم عبد الله بن عبد الله بن أبي ابن سلول الجيش ووقف بسيفه على مدخل المدينة والكلُ مستغرب من عمله حتى إذا قدم أبوه داخلاً المدينة أشهر السيف في وجه أبيه وقال «والله لا تدخل حتى يأذن لك رسول الله».
وقال بن سلول أيضاً: {لا تُنْفِقُوا عَلَى مَنْ عِنْدَ رَسُولِ اللَّهِ حَتَّى يَنْفَضُّوا}، أي: امنعوا الأموال عنه وعن أصحابه، لا تعطوه زكاة ولا غيرها، فيضطر الناس للانفضاض عنه، والأعراب الذين يأتون للمال لا يأتون، فلما سمع بذلك عمر، قال: دعني أضرب عنق هذا المنافق، فقال النبي صلى الله عليه وسلم: ((دعه.. لا يتحدث الناس أن محمداً يقتل أصحابه)). وسماه الصحابة بـ رأس النفاق.

## سبب عداوته للنبي وللإسلام
أن قوم عبدالله بن أبي بن سلول الخزرجي قد نظموا له الخزر ليتوجوه ملكا على مدينة يثرب الحجازية (المدينة المنورة) ثم جاءت هجرة رسول الله محمد من مكة إلى المدينة و انصرف القوم (أي الخزرج) عن عبدالله بن أبي و دخلوا الإسلام و التفوا حول الرسول محمد مما جعل عبدالله بن أبي يغضب و يغتاظ و اعتبر محمد قد سلبه حلمه بأن يكون ملكا على يثرب ، و لما رأى عبدالله بن أبي أن قومه قد دخلوا الإسلام أفواجا ، اضطر إلى أن يعلن ظاهريا دخوله في الإسلام و يبطن النفاق و العداوة للرسول محمد و للمسلمين

## أبناؤه
لديه ولد من زوجته خولة بنت المنذر بن حرام بن عمرو، اسمه عبد الله (على اسم ابيه) ويعتبر أحد خيار الصحابة. كان اسم عبد الله بن عبد الله «الحُباب» (به یکنی أبوه)، وغيّره النبي محمد إلى «عبد الله».

## وفاته
لما توفي عبد الله بن أبي سلول جاء ابنه عبد الله بن عبد الله بن أبي ابن سلول إلى رسول الله صلى الله عليه وسلم فسأله أن يعطيه قميصه يكفن فيه أباه فأعطاه، ثم سأله أن يصلي عليه فقام الرسول صلى الله عليه وسلم ليصلي عليه، فقام عمر فأخذ بثوب رسول الله صلى الله عليه وسلم فقال: يا رسول الله، وقد نهاك ربك أن تصلي عليه؟ فقال رسول الله: إنما خيرني الله فقال: اسْتَغْفِرْ لَهُمْ أَوْ لا تَسْتَغْفِرْ لَهُمْ إِنْ تَسْتَغْفِرْ لَهُمْ سَبْعِينَ مَرَّةً فَلَنْ يَغْفِرَ اللَّهُ لَهُمْ [التوبة:80]. وسأزيده على السبعين، قال: إنه منافق. يقول ابن عمر: فصلى عليه رسول الله، فأنزل الله عز وجل هذه الآية: وَلا تُصَلِّ عَلَى أَحَدٍ مِنْهُمْ مَاتَ أَبَداً وَلا تَقُمْ عَلَى قَبْرِهِ إِنَّهُمْ كَفَرُوا بِاللَّهِ وَرَسُولِهِ وَمَاتُوا وَهُمْ فَاسِقُونَ [التوبة:84].
ويجزم المؤرخون المسلمون أنه بموت عبد الله بن أبي ابن سلول انحسرت حركة النفاق بشكل كبير، وتراجع بعض أفرادها فيما بقي البعض الآخر على الكفر الذي يضمرونه، وقيل إنه لا يعرفهم سوى حذيفة بن اليمان صاحب سرّ الرسول صلى الله عليه وسلم.